# Det de Beus
Det de Beus, född den 18 februari 1958 i Utrecht, Nederländerna, död 21 juli 2013 i Enkhuizen, Nederländerna, var en nederländsk landhockeyspelare.
Hon tog OS-guld i damernas landhockeyturnering i samband med de olympiska landhockeytävlingarna 1984 i Los Angeles.
Därefter tog de Beus OS-brons i damernas landhockeyturnering i samband med de olympiska landhockeytävlingarna 1988 i Seoul.